# Iomeprol
Iomeprol ist ein Röntgenkontrastmittel aus der Gruppe der organischen Iodverbindungen, das wenige Stunden nach intravenöser oder oraler Anwendung vom menschlichen Körper unmetabolisiert ausgeschieden wird.

## Iomeprol in der Umwelt
Weil Iomeprol im Körper nicht metabolisiert wird, gelangt es über Abwässer und Kläranlagen in die Umwelt, wo es sich wegen der schlechten biologischen Abbaubarkeit anreichern kann. Die Abbaubarkeit durch Ozonierung wurde untersucht.